# ترالبا
ترالبا (به ایتالیایی: Terralba) یک کومونه در ایتالیا است که در استان اریستانو واقع شده‌است.

## خصوصیات
ترالبا ۳۴٫۹ کیلومترمربع مساحت و ۱۰٬۰۸۷ نفر جمعیت دارد و ۹ متر بالاتر از سطح دریا واقع شده‌است.